# شهرهای آبگرم طبیعی مهم اروپا
شهرهای بزرگ آبگرم اروپا یک میراث جهانی فراملی یونسکو است که شامل ۱۱ شهر آبگرم در هفت کشور اروپایی است. این شهرها در اطراف چشمه‌های آب معدنی طبیعی توسعه یافتند.

## نامزد شدن
تلاش‌ها برای ورود شهرهای آبگرم بزرگ اروپا به فهرست میراث جهانی از سال ۲۰۱۲ آغاز شد و نامزدی در سال ۲۰۱۹ انجام شد. در ۲۴ ژوئیه ۲۰۲۱، شهرهای کنار چشمه‌های آبگرم بزرگ اروپا رسماً در فهرست میراث جهانی ثبت شدند.

## شهرهای آبگرم
| تصویر | شناسه    | کشور      | شهر               |
| ----- | -------- | --------- | ----------------- |
|       | ۱۶۱۳–۰۰۱ | اتریش     | بادن بی وین       |
|       | ۱۶۱۳–۰۰۲ | بلژیک     | اسپا              |
|       | ۱۶۱۳–۰۰۳ | جمهوری چک | فرانتیشکووی لازنی |
|       | ۱۶۱۳–۰۰۴ | جمهوری چک | کارلووی واری      |
|       | ۱۶۱۳–۰۰۵ | جمهوری چک | ماریانسکه لازنی   |
|       | ۱۶۱۳–۰۰۶ | فرانسه    | ویشی              |
|       | ۱۶۱۳–۰۰۷ | آلمان     | باد امس           |
|       | ۱۶۱۳–۰۰۸ | آلمان     | بادن-بادن         |
|       | ۱۶۱۳–۰۰۹ | آلمان     | باد کیسینگن       |
|       | ۱۶۱۳–۰۱۰ | ایتالیا   | مونته‌کاتینی ترمه  |
|       | ۱۶۱۳–۰۱۱ | بریتانیا  | باث، سامرست       |